# Palais Esterházy (Fertőd)
Pour les articles homonymes, voir Palais Esterházy.
Le palais Esterházy [ˈɛstɛɾˌhaːzi], au cœur du domaine d'Eszterháza, se trouve à Fertőd, dans le comitat de Győr-Moson-Sopron (nord-ouest de la Hongrie).  C'est un palais de la noblesse hongroise, de style rococo.

## Le palais
Un premier palais avait été édifié en 1721 par l'architecte Anton Erhard Martinelli, mais en 1763, le prince Nicolas Ier Esterházy ordonna de le rebâtir. La nouvelle construction fut achevée en 1766, vraisemblablement sur des plans communs de Menyhért Hefele et Miklós Jacoby.

Les escaliers de style grec menant à la porte sont très originaux. Ils ont été créés par Menyhért Hefele. Le palais Esterházy est un véritable « Versailles à la hongroise » avec ses nombreuses fenêtres, statues et jardins.

Il y a en tout 126 pièces, toutes soigneusement décorées. On peut citer la salle de banquet dont le plafond est orné d'une peinture représentant Apollon sur son chariot. La bibliothèque renferme 22 000 ouvrages. La pièce la plus vaste est la Sala Terrana, qui est une sorte de grotte dont le plafond est décoré d'anges dansant et portant des guirlandes de fleurs représentant le monogramme E de la famille. Certaines pièces ont disparu. Parmi celles-ci, la chambre de Joseph Haydn (qui y séjourna de 1766 à 1790) et le jardin d'hiver.

## Les jardins
La cour «enfermée» est une cour intérieure au palais Esterházy. Il y a aussi le parc d'Esterháza et le jardin français. Ils sont une copie de ceux du château de Versailles.

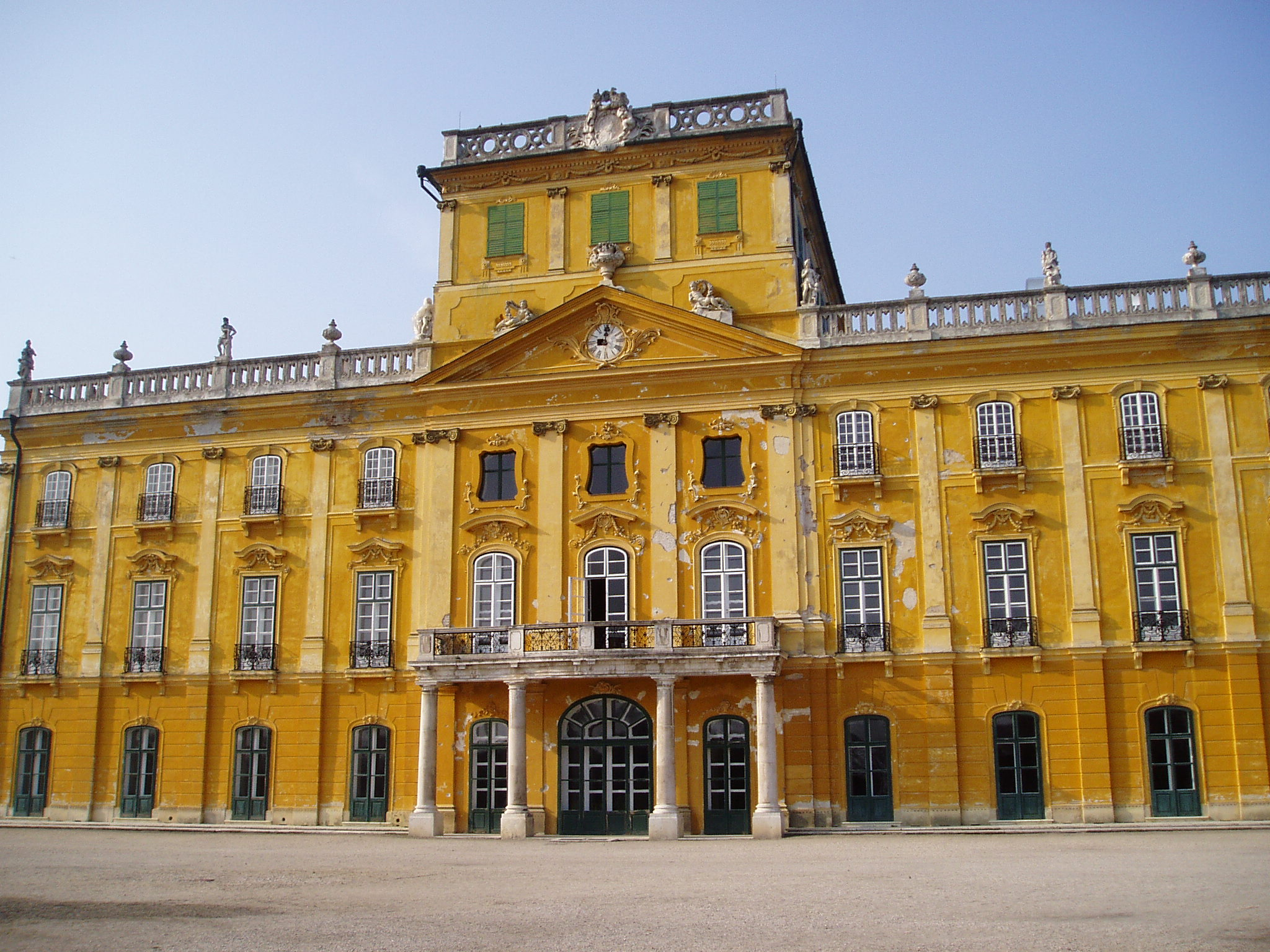
Façade côté jardins.
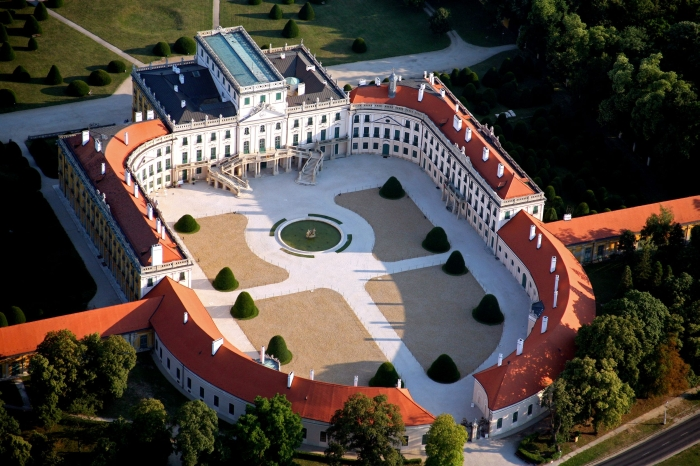
L'ensemble après restauration
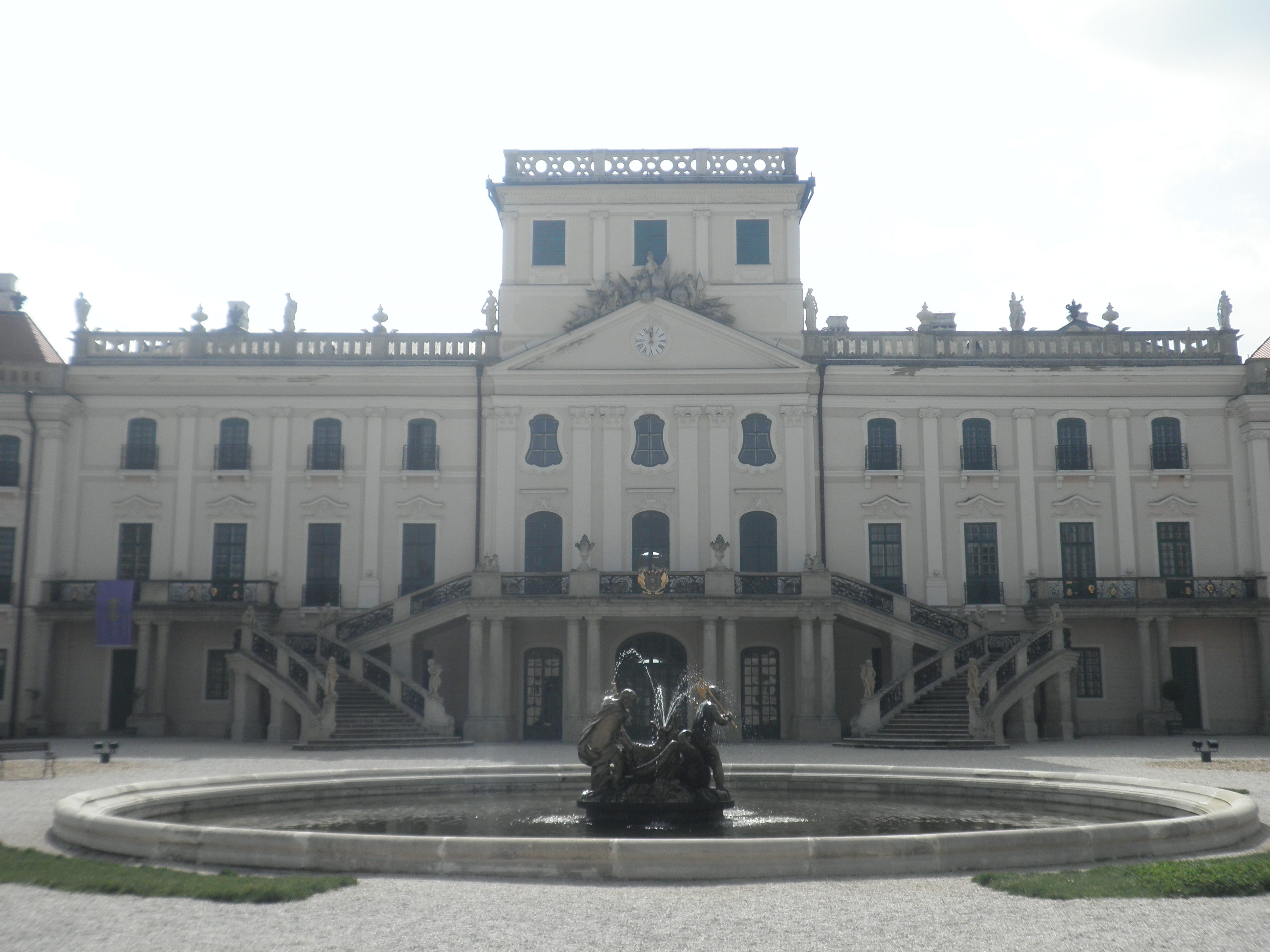
Façade côté cour, après rénovation (photo de 2010).
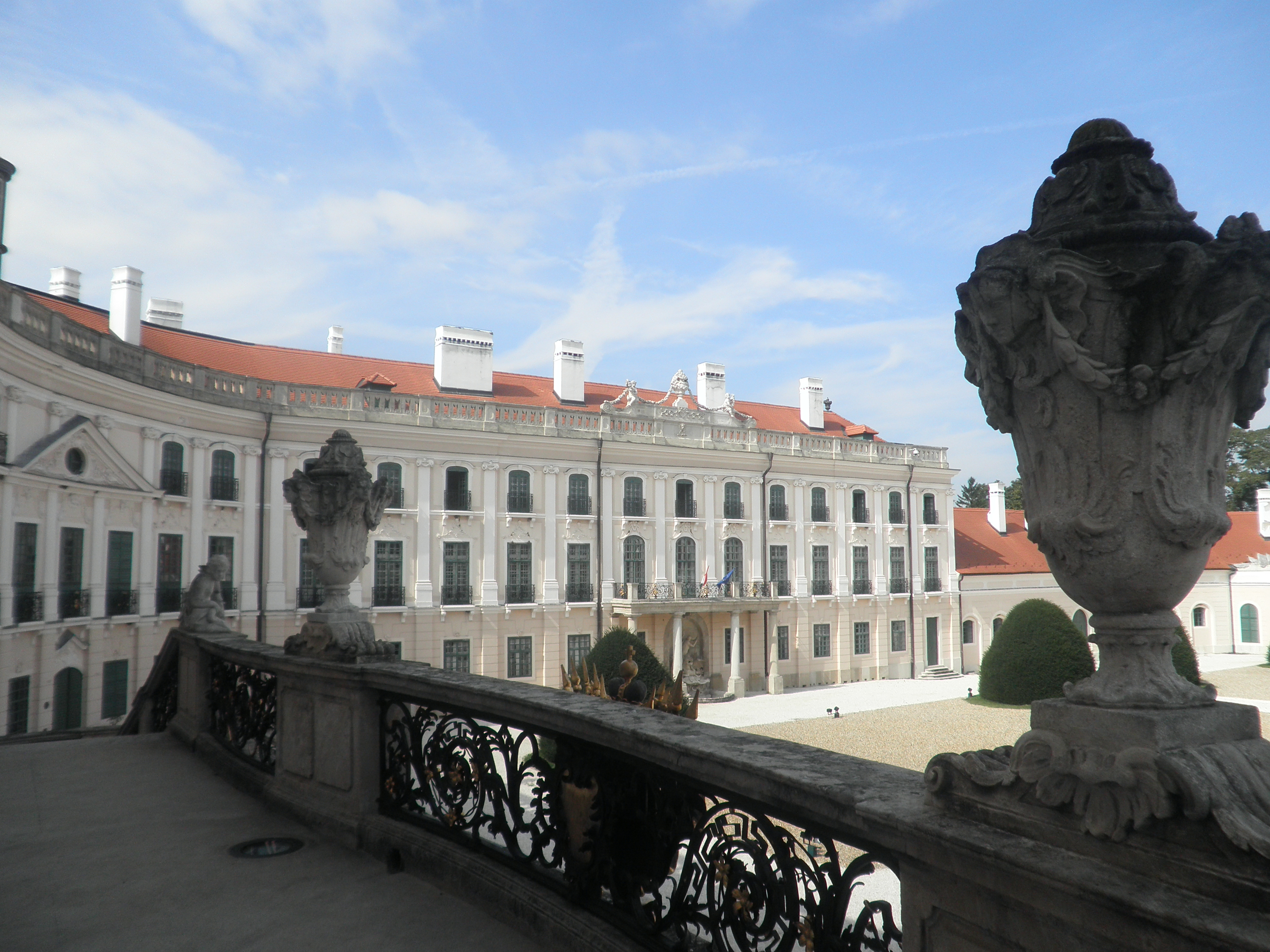
Vue côté cour, depuis le perron. Après rénovation (photo de 2010).
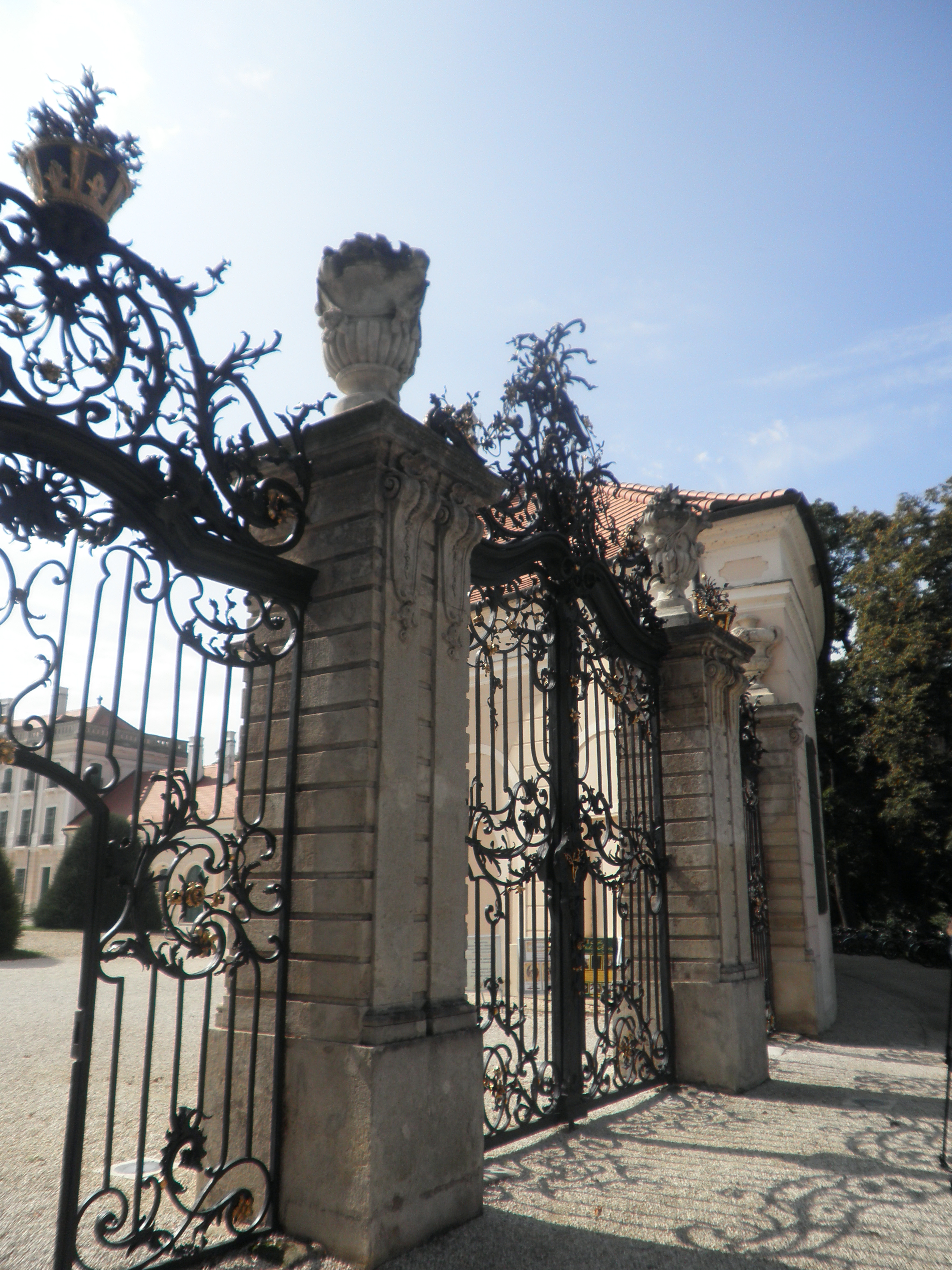
Grille du palais Esterházy.
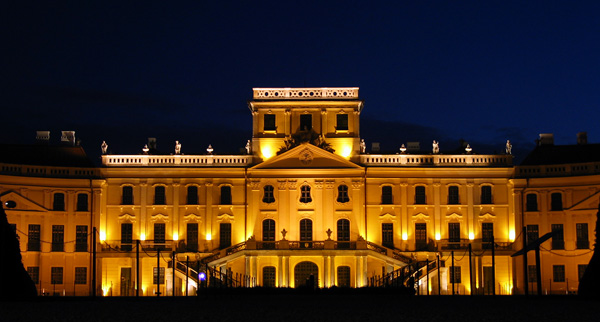
Vue nocturne du palais Esterházy.
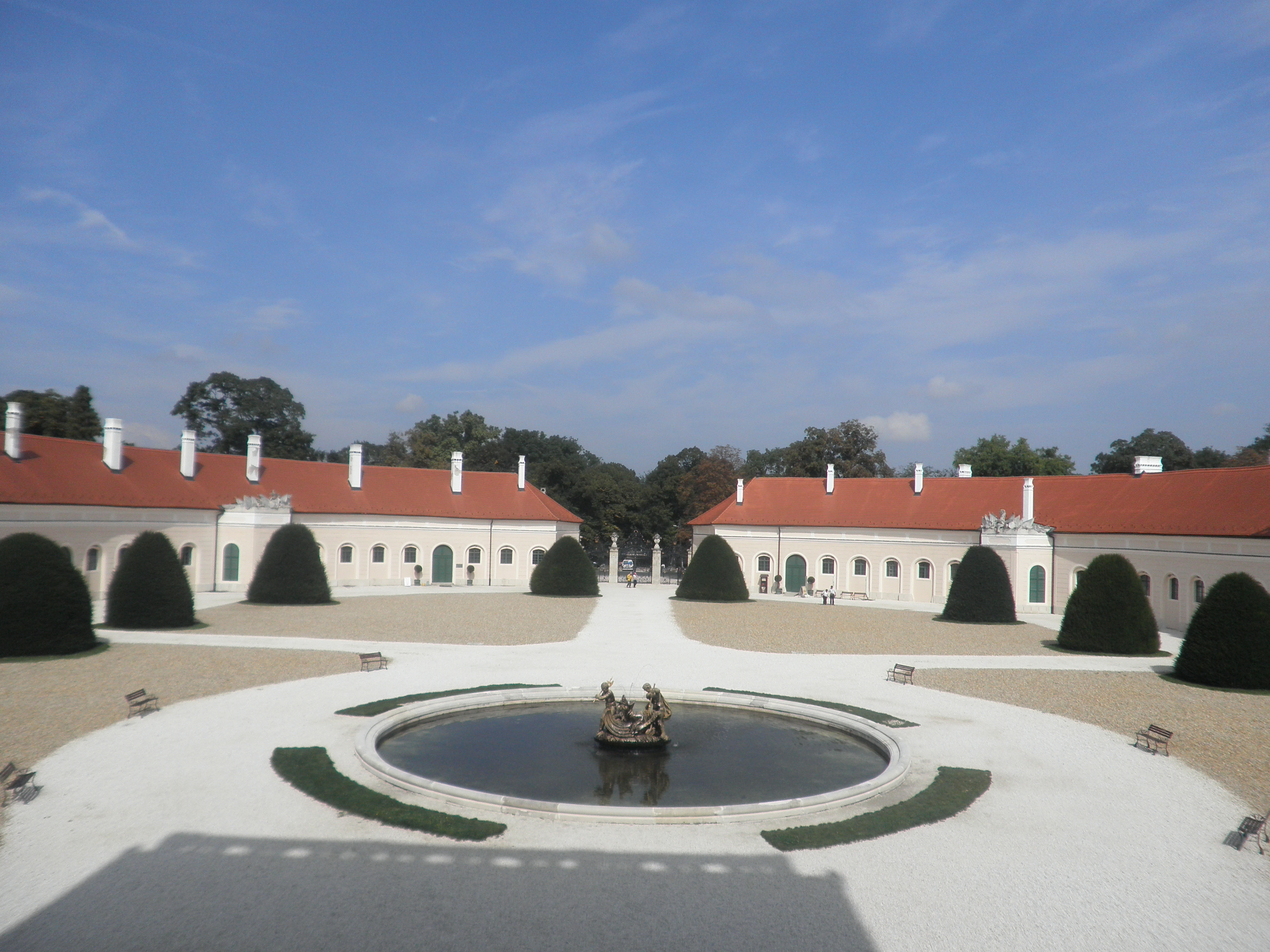
Vue de la cour d'honneur depuis le perron, après rénovation (photo de 2010).